# Omari Knox
Omari Knox (* 28. November 1986 in Brooklyn) ist ein ehemaliger US-amerikanisch-deutscher Basketballspieler.

## Werdegang
Nach seiner Schulzeit an der New Utrecht High School in Brooklyn studierte Knox am Bloomfield College im US-Bundesstaat New Jersey Soziologie. Bis 2009 war er Mitglied von Bloomfields Hochschulmannschaft und zeitweilig deren Kapitän. Er spielte am Bloomfield College auch Tennis.
In Deutschland stand Knox von 2009 bis 2011 zunächst in Diensten des Regionalligisten TSV 1865 Dachau, bei dem er mit seinem Landsmann Anthony Pettaway ein Gespann bildete, das im Durchschnitt gemeinsam insgesamt mehr als 40 Punkte je Begegnung erzielte. In der Saison 2011/12 spielte er nicht, ab dem Spieljahr 2012/13 dann wieder in Dachau. Mit 26,6 Punkten je Begegnung war Knox in dieser Saison Erster der Korbschützenliste der 1. Regionalliga Süd-Ost. Auch im Spieljahr 2013/14 führte er die Korbjägerliste der Liga an, brachte es auf einen Wert von 27,5 Punkten je Einsatz. Dank seiner Leistungen erhielt Knox die Zuschreibung „wahrer Star der 1. Regionalliga“. Er wechselte in der Sommerpause 2014 zu den RheinStars Köln und gewann mit der Mannschaft den Meistertitel in der 1. Regionalliga West.
Im Anschluss an die Saison 2014/15 blieb Knox vereinslos und arbeitete in seiner Heimat als Basketballtrainer an einer Schule. 2016 holte ihn Mario Matić nach Deutschland zurück. Unter Trainer Matić spielte Knox fortan für den TSV Oberhaching-Deisenhofen. In der Saison 2016/17 stand er mit einem Wert von 24,8 Punkten je Begegnung auf dem zweiten Rang der Korbjägerliste der 1. Regionalliga Süd-Ost. Als Spieler des Vereins OSB Hellenen München war Knox 2017/18 (25,4 Punkte je Begegnung) wieder der beste Korbschütze der 1. Regionalliga Süd-Ost. Auch 2018/19 verstärkte Knox die Hellenen, war mit 19,6 Punkten je Spiel in dieser Wertung abermals unter den besten Spielern der Liga vertreten.
Ab Dezember 2019 stand Knox, der inzwischen die deutsche Staatsbürgerschaft angenommen hatte, wieder in Diensten des TSV Oberhaching-Deisenhofen, der unter Matić mittlerweile in der 2. Bundesliga ProB antrat. Nachdem Knox in der Saison 2020/21 beim Ligakonkurrenten White Wings Hanau unter Vertrag gestanden hatte, kehrte er zu Oberhaching-Deisenhofen zurück. Im April 2025 beendete er seine Spielerlaufbahn im Leistungsbereich, der TSV Oberhaching-Deisenhofen entschied, die von Knox getragene Rückennummer 30 als Anerkennung seiner Verdienste nicht mehr zu vergeben. Nach dem Ende seiner Spielerlaufbahn blieb er bei dem Verein als Jugendtrainer tätig.